# Copa Libertadores de Futsal Femenino 2016
La Copa Libertadores de Futsal Femenino 2016 o Conmebol Libertadores de Futsal Femenino 2016 fue la tercera edición del torneo internacional de la Copa Libertadores de Futsal Femenino organizado por la Confederación Sudamericana de Fútbol. La competencia reunió a los campeones de cada una de las diez asociaciones miembro de la CONMEBOL. Esta edición edición del torneo se disputó en la ciudad de Ñuñoa, Chile más precisamente en el Centro de Entrenamiento Olímpico (CEO), entre el 22 y el 29 de agosto de 2016, resultando campeón el equipo Barateiro de Brasil.

## Equipos participantes

### Información de los equipos
| País      | Club                             | Ciudad                  | Entrenador/a |
| --------- | -------------------------------- | ----------------------- | ------------ |
| Argentina | San Lorenzo                      | Buenos Aires            | Bandera de ? |
| Bolivia   | Atlantes                         | Santa Cruz de la Sierra | Bandera de ? |
| Brasil    | Barateiro                        | Brusque                 | Bandera de ? |
| Chile     | Santiago Morning                 | Santiago de Chile       | Bandera de ? |
| Colombia  | Río Negro                        | Antioquia               | Bandera de ? |
| Ecuador   | Universidad Católica             | Quito                   | Bandera de ? |
| Paraguay  | Universidad Autónoma de Asunción | Asunción                | Bandera de ? |
| Perú      | Club Municipalidad San Borja     | Lima                    | Bandera de ? |
| Uruguay   | Río Negro City                   | Fray Bentos             | Bandera de ? |
| Venezuela | Estudiantes de Guarico           | Guarico                 | Bandera de ? |

## Forma de disputa
El 1 de agosto de 2016 se realizó el sorteo para determinar los dos grupos de la Copa Libertadores de Futsal Femenina. En el sorteo se establecieron dos cabezas de serie, uno de ellos el equipo que representa al país organizador, en este caso el Santiago Morning de Chile, y el otro representante el equipo que representa al último país en ganar la Copa Libertadores, el club Barateiro de Brasil que fue justamente el campeón en la edición 2015.
La competición está dividida en dos grupos de cinco equipos cada grupo y el sistema de competición es a una vuelta a jugar contra todos los equipos del grupo. Los dos primeros equipos de cada grupo pasarán a las semifinales, y el ganador de cada semifinal jugará la final para determinar el campeón del torneo. Adicionalmente los equipos perdedores de las semifinales disputarán un partido para definir el tercer y cuarto puesto, los dos terceros de cada grupo deberán definir el quinto y sexto puesto, los dos cuartos el séptimo y octavo puesto y los dos quintos, el noveno y décimo puesto.

## Referees
| Nacionalidad | Nombre                |
| ------------ | --------------------- |
| Argentina    | Maria Estefania Pinto |
| Argentina    | Leandro Lorenzo       |
| Bolivia      | Jhilber Choque        |
| Brasil       | Gisele Torri          |
| Brasil       | Alene Jussara         |
| Chile        | Pamela Gutierrez      |
| Chile        | Valeria Palma         |
| Colombia     | Oswaldo Gomez         |
| Ecuador      | Jaime Jativa          |
| Paraguay     | Jorge Galeano         |
| Perú         | Liz Arellano          |
| Uruguay      | Analia Da Rosa        |
| Venezuela    | Rosa Carvalho         |
| Venezuela    | Nohely Mendez         |

## Primera fase

### Grupo A
| Equipo              | Pts. | PJ | PG | PE | PP | GF | GC | DG |
| ------------------- | ---- | -- | -- | -- | -- | -- | -- | -- |
| E. de Guarico       | 10   | 4  | 3  | 1  | 0  | 14 | 6  | 8  |
| Río Negro City      | 9    | 4  | 3  | 0  | 1  | 11 | 8  | 3  |
| Santiago Morning    | 4    | 4  | 1  | 1  | 2  | 13 | 12 | 1  |
| Municipal San Borja | 3    | 4  | 1  | 0  | 3  | 8  | 16 | -8 |
| U. Católica         | 2    | 4  | 0  | 2  | 2  | 7  | 11 | -4 |

### Grupo B
| Equipo      | Pts. | PJ | PG | PE | PP | GF | GC | DG  |
| ----------- | ---- | -- | -- | -- | -- | -- | -- | --- |
| Barateiro   | 12   | 4  | 4  | 0  | 0  | 25 | 4  | 21  |
| San Lorenzo | 6    | 4  | 2  | 0  | 2  | 11 | 8  | 3   |
| Río Negro   | 6    | 4  | 2  | 0  | 2  | 9  | 11 | -2  |
| U. Autónoma | 3    | 4  | 1  | 0  | 3  | 10 | 17 | -7  |
| Atlantes    | 3    | 4  | 1  | 0  | 3  | 11 | 26 | -15 |

## Etapa final
|  | Semifinales            | Semifinales            |   |                | Final                | Final                |  |
|  | 28 de agosto de 2016   | 28 de agosto de 2016   |   |                | 29 de agosto de 2016 | 29 de agosto de 2016 |  |
|  |                        |                        |   |                |                      |                      |  |
|  |                        |                        |   |                |                      |                      |  |
|  | Barateiro              | 10                     |   |                |                      |                      |  |
|  | Río Negro City         | 2                      |   |                |                      |                      |  |
|  |                        |                        |   |                |                      |                      |  |
|  |                        |                        |   |                |                      |                      |  |
|  |                        |                        |   |                | Barateiro            | 7                    |  |
|  |                        | Estudiantes de Guarico | 2 |                |                      |                      |  |
|  |                        |                        |   |                |                      |                      |  |
|  |                        |                        |   |                |                      |                      |  |
|  |                        |                        |   |                | Tercer lugar         |                      |  |
|  |                        |                        |   |                |                      |                      |  |
|  | Estudiantes de Guarico | 7                      |   | Río Negro City | 4                    |                      |  |
|  | San Lorenzo            | 2                      |   |                | San Lorenzo          | 6                    |  |